# 梅菜

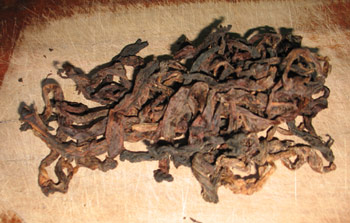
梅菜

梅菜，也称为梅干菜，是一种中国传统烹饪原料。使用雪里蕻或其他芥菜种类的茎叶，用盐腌製风干而成。一说因在南方梅雨季节制作而得名，另一说是发霉的霉。
从口味上又有“甜梅菜”和“鹹梅菜”之分。常用于上海菜、浙菜、重庆菜、客家菜和粤菜；“鹹梅菜”在川渝菜系被称之为盐菜（酱腌菜），是流传在重庆主城区和大足、永川地区的川菜分支。著名的传统梅菜产地有浙江省绍兴、萧山、宁波、广东省惠州、梅州、揭陽、江苏苏州、无锡、重庆市大足等。
簡單來說只鹽醃不風乾的為酸菜，曝曬風乾至半乾的稱為福菜（覆菜、仆菜），全乾的才為梅乾菜；紹興霉干菜或稱烏干菜，有芥菜干、油菜干、白菜干之分，是一種合稱，不能單純的說梅干菜等同於霉干菜。

## 梅菜衍生出的佳肴
常见菜式有梅菜扣肉（烧白）、梅菜肉饼等。

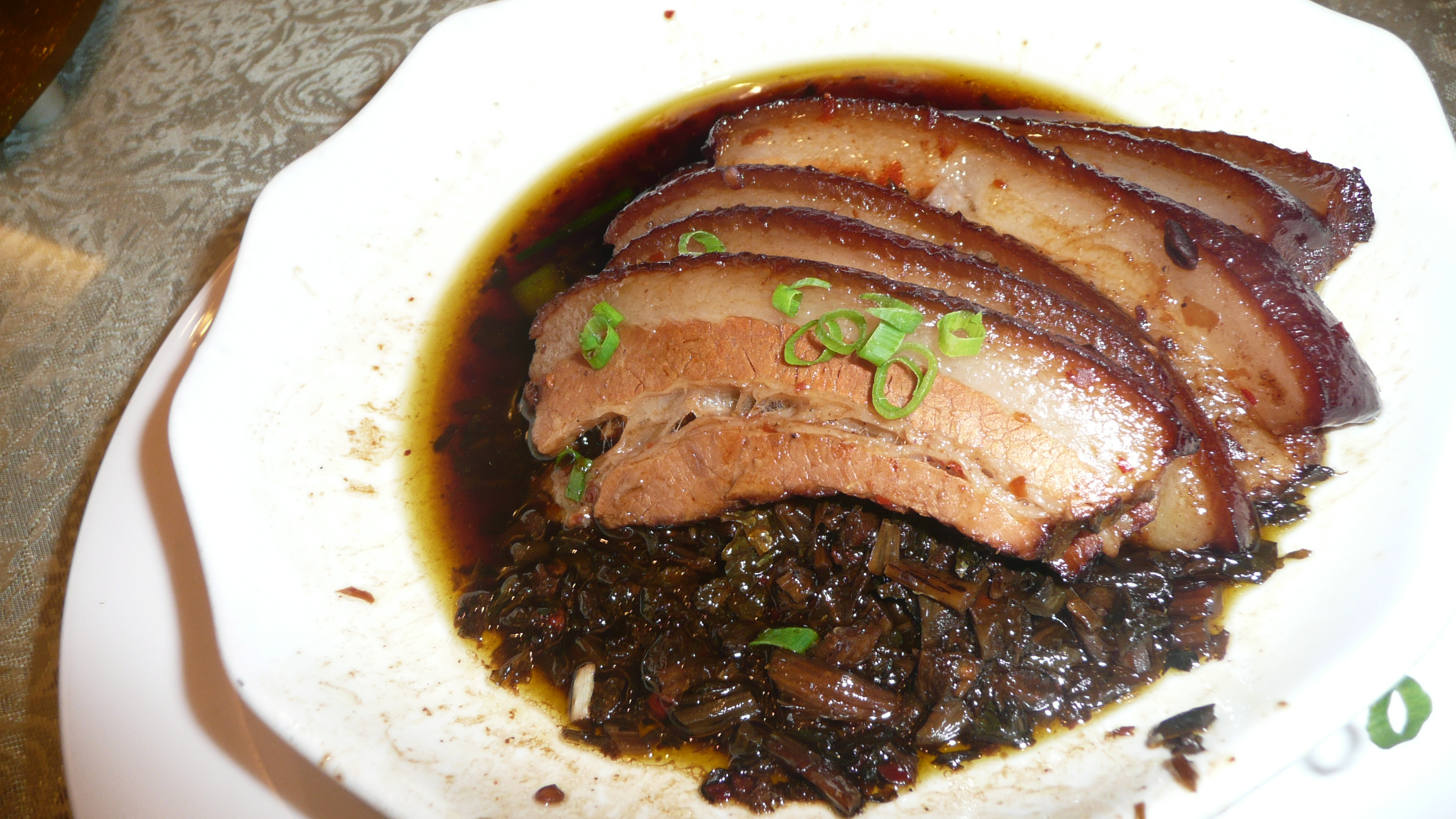
梅菜扣肉
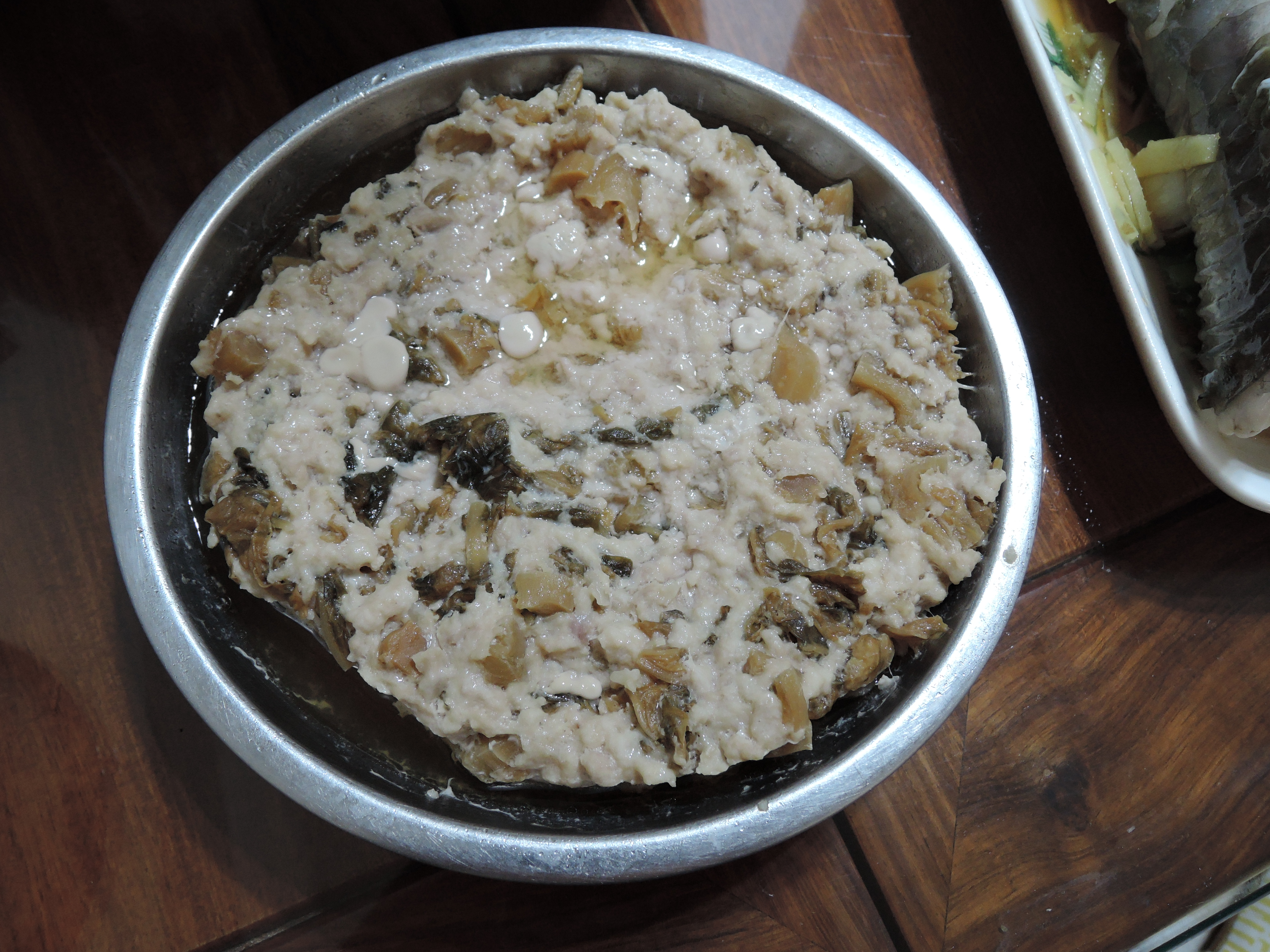
梅菜蒸肉饼

## 參看
- 鹹菜
- 酱菜
- 泡菜
- 酸菜
- 福菜
- 榨菜
- 烧白
- 冬菜

## 外部連結
- （繁體中文）客家梅乾菜扣肉[永久]
- （繁體中文）客家梅干肉丸子[永久]